# Cartman's Mom is a Dirty Slut
Cartman's Mom is a Dirty Slut is de dertiende en tevens laatste aflevering van seizoen 1 van de animatieserie South Park van Comedy Central. Deze aflevering is de eerste van twee afleveringen, de vervolgende aflevering is Cartman's Mom is Still a Dirty Slut. Ze was voor het eerst te zien op 25 februari 1998.

## Verhaal
In een klassieke cliffhanger moet Eric erachter zien te komen wie zijn vader is, maar zijn moeder wil hem niet helpen. Hij komt erachter dat vele mannen waar zijn moeder relaties mee had tijdens een jaarlijks feest genaamd "The Drunken Barn Dance" zijn vader kunnen zijn. Hij komt zodoende meer te weten over zijn moeder dan hij eerder wist.
Gebaseerd op ieders beste herinnering uit die tijd, had Mevrouw Cartman relaties met: Chief Running Waters (een indiaan), Chef, de spelers van het Americanfootballteam "The Denver Broncos" om dan vervolgens verliefd te worden op Mr. Garrison dit alles op diezelfde dag tijdens het feestje. Wanneer het verhaal doorgaat gaat Cartman eerst langs Chief Running Waters, Chef en Mr. Garrison om hun te vragen of zij zijn vader zijn. Maar helaas voor Cartman, hij zit er niet tussen. Dr. Mephisto is bereid om een DNA-test uit te voeren zodat ze erachter kunnen komen wie Erics vader is maar hij vraagt er wel $3000,- voor. Ondertussen hebben Kyle, Stan en Kenny Cartman gefilmd terwijl hij een theefeestje hield met zijn knuffels. Ze hadden bedacht om die video dan naar America's Stupidest Home Videos te sturen zodat ze $10.000,- zouden kunnen winnen. Cartman komt dan naar Kyle en Stan toe (Kenny is inmiddels overreden door een trein) om hun te vertellen dat hij niet genoeg geld heeft om Memphisto te betalen zodat ze erachter kunnen komen wie zijn echte vader is. Stan en Kyle beloven hem dan dat hij $3000,- krijgt als ze de wedstrijd winnen zodat hij de DNA-test kan betalen. Cartman is heel erg blij, maar wordt al gauw weer woest wanneer hij de video op tv ziet.
Na de DNA-test blijven er nog 10 kandidaten over: Officer Barbrady, Chef, Jimbo, Ned, Mr. Garrison, Chief Running Waters, Gerald Broflovski, Dr. Mephisto, Kevin, en The Denver Broncos. De voice-over eindigt de aflevering dan met de brandende vraag: wie is Cartmans vader?

## Vervolg
Het verhaal gaat verder in Cartman's Mom is Still a Dirty Slut.

## Kenny's dood
- Kenny wordt rondgeslingerd om de bushalte omdat hij uit zijn onbeheersbare kart hangt, maar hij landt veilig. Hij landt echter precies op de rails en er rijdt een trein over hem heen. Zijn dood is opgenomen door Stans opa die ermee de hoofdprijs won bij de wedstrijd. De video van Cartman wordt tweede zodat ze toch nog $3000,- winnen, net genoeg voor de DNA-test. Wanneer ze de video op tv zien zeggen Kyle en Stan: "Oh my god! They videotaped killing Kenny! You bastards!"

## Trivia
- America's Stupidest Home Videos is een overduidelijke parodie op America's Funniest Home Videos.
- Op de muur in Mr. Mackeys kantoor hangen posters met daarop teksten zoals: "Father and Son Day Coming Soon, Dads are Dandy and If You Don't Have a Dad, You're a Bastard."
- Cartmans knuffels heten: Clyde Frog, Peter Panda, Rumpertumskin en Polly Prissypants.
- Cartman draagt een drie-vinger ring waarop staat "PIE."
- Jay Leno deed de stem van Cartmans kat, Mr. Kitty.
- Wanneer Stans opa zapt op de televisie na de Terrance And Philip trailer, is de reclame van Sally Struthers te horen over verhongerende Afrikanen uit Starvin' Marvin.
- In de barscène is Jezus te zien die drinkt uit de heilige graal.

## Foutjes
- Wanneer Kenny rondvliegt valt zijn lichaam in drie stukken, maar op de video van Stans opa gebeurt dit niet.
- Wanneer Cartman Chefs huis binnen gaat zijn zijn schoenen zwart, maar wanneer hij naar buiten komt zijn ze wit.